# Disdròmetre

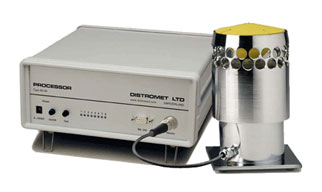
Disdròmetre d'impacte

El disdròmetre és un instrument de mesura de la precipitació amb el qual és possible avaluar la mida i la velocitat de les gotes de pluja. Els disdròmetres són essencials per a l'estudi de l'erosió dels sòls. A diferència dels pluviòmetres, els disdròmetres superen les limitacions d'aquells i permeten calibrar els radars meteorològics.
Aquests aparells ofereixen informació sobre la distribució, forma i energia cinètica de les gotes de pluja, neu i calamarsa, una informació valuosa per diverses àrees científiques, comercials i industrials. Alguns models incorporen altres paràmetres i s'apliquen a l'agronomia i la conservació del sòl.
El disdròmetre d'impacte mesura les gotes de pluja mitjançant impactes que es converteixen en senyals elèctrics interpretats com a mida de les gotes. Aquest instrument mesura característiques i quantitat de precipitació, distribució de mida (0,3 mm a 5,4 mm) i taxa de pluja. També proporciona altres dades com densitat de gota, reflectivitat radar, contingut d'aigua líquida i flux d'energia. També existeixen disdròmetres òptics que observen la mida i velocitat dels hidrometeors.